# يانوش كامينسكي
يانوش كامينسكي (بالبولندية: Janusz Kamiński)‏ (و. 1959  م) هو مصور سينمائي، ومخرج أفلام، ومشغل الكاميرا، ومخرج، ومنتج بضائع بولندي.

## جوائز وترشيحات
حصل على جوائز منها:
جوائز
- جائزة الأوسكار لأفضل تصوير سينمائي، عن عمل: إنقاذ الجندي رايان (1998)
- جائزة الأوسكار لأفضل تصوير سينمائي، عن عمل: قائمة شندلر (1998)
- جائزة الروح المستقلة لأفضل تصوير سينمائي [الإنجليزية]‏
- Satellite Award for Best Cinematography [الإنجليزية]‏، عن عمل: أميستاد (1998)
- Satellite Award for Best Cinematography [الإنجليزية]‏، عن عمل: أميستاد (2007)
- Satellite Award for Best Cinematography [الإنجليزية]‏، عن عمل: قناع الغوص والفراشة (1998)
- Satellite Award for Best Cinematography [الإنجليزية]‏، عن عمل: قناع الغوص والفراشة (2007)

ترشيحات
- جائزة الأوسكار لأفضل تصوير سينمائي، عن عمل: أميستاد
- جائزة الأوسكار لأفضل تصوير سينمائي، عن عمل: إنقاذ الجندي رايان
- جائزة الأوسكار لأفضل تصوير سينمائي، عن عمل: حصان حرب
- جائزة الأوسكار لأفضل تصوير سينمائي، عن عمل: قائمة شندلر
- جائزة الأوسكار لأفضل تصوير سينمائي، عن عمل: قناع الغوص والفراشة
- جائزة الأوسكار لأفضل تصوير سينمائي، عن عمل: لينكون

ترشح لـ:
- جائزة الأوسكار لأفضل تصوير سينمائي، عن عمل: قائمة شندلر
- جائزة الأوسكار لأفضل تصوير سينمائي، عن عمل: قناع الغوص والفراشة
- جائزة الأوسكار لأفضل تصوير سينمائي، عن عمل: حصان حرب
- جائزة الأوسكار لأفضل تصوير سينمائي، عن عمل: إنقاذ الجندي رايان
- جائزة الأوسكار لأفضل تصوير سينمائي، عن عمل: أميستاد
- جائزة الأوسكار لأفضل تصوير سينمائي، عن عمل: لينكون.

## وصلات خارجية
- يانوش كامينسكي على موقع IMDb (الإنجليزية)
- يانوش كامينسكي على موقع ألو سيني (الفرنسية)
- يانوش كامينسكي على موقع أول موفي (الإنجليزية)
- يانوش كامينسكي على موقع بوكس أوفيس موجو (الإنجليزية)
- يانوش كامينسكي على موقع قاعدة بيانات الأفلام السويدية (السويدية)
- يانوش كامينسكي على موقع قاعدة بيانات الفيلم (الإنجليزية)
- يانوش كامينسكي على موقع كينوبويسك (الروسية)